# Evan Mobley
Pour les articles homonymes, voir Mobley.
Evan Mobley, né le 18 juin 2001 à San Diego en Californie, est un joueur américain de basket-ball évoluant aux postes d'ailier fort et de pivot. Il mesure 2,11 m.

## Biographie

### Carrière universitaire
Lors de la March Madness 2021, les Trojans d'Evan Mobley échouent en finale régionale, battus par les Bulldogs de Gonzaga. Quelques jours plus tard, il se présente pour la draft 2021 où il est attendu parmi les cinq premiers choix.

### Carrière professionnelle

#### Cavaliers de Cleveland (depuis 2021)
Il est choisi en 3e position par les Cavaliers de Cleveland.
Le 24 octobre, pour son troisième match de NBA il effectue son premier Double-double en carrière lors d'une victoire contre les Hawks d'Atlanta 101-95 ou il marque 17 points (3/3 aux lancers francs, 7/10 à 2 points et 0/2 à 3 points), prend 11 rebonds, délivre 1 passe décisive et réalise également 4 contres et 1 interception.
Il est élu rookie du mois de la conférence Est pour la période Octobre/Novembre.
Le 7 décembre 2024 il inscrit son record en carrière face aux Hornets de Charlotte avec 41 points.
Le 25 avril 2025, il est élu joueur défensif de l'année 2024-2025.

## Palmarès

### NBA
- 1 sélection au NBA All-Star Game en 2025.
- NBA Defensive Player of the Year en 2025.
- All-NBA Second Team en 2025.
- 2 fois NBA All-Defensive First Team en 2023 et en 2025
- NBA All-Rookie First Team en 2022.
- Vainqueur du skill challenge lors du All-Star week-end en 2022 et en 2025.
- Élu défenseur du mois de la conférence Est en décembre et en février de la saison 2024/2025.

## Statistiques

### Universitaires
Les statistiques d'Evan Mobley en matchs universitaires sont les suivantes :
| Saison    | Équipe   | Matchs | Titul. | Min./m | % Tir | % 3pts | % LF | Rbds/m. | Pass/m. | Int/m. | Ctr/m. | Pts/m. |
| --------- | -------- | ------ | ------ | ------ | ----- | ------ | ---- | ------- | ------- | ------ | ------ | ------ |
| 2020-2021 | USC      | 33     | 33     | 33,9   | 57,8  | 30,0   | 69,4 | 8,67    | 2,39    | 0,79   | 2,88   | 16,36  |
| Carrière  | Carrière | 33     | 33     | 33,9   | 57,8  | 30,0   | 69,4 | 8,67    | 2,39    | 0,79   | 2,88   | 16,36  |

### Professionnelles
Légende :
| Défenseur de l'année |

gras = ses meilleures performances

#### Saison régulière
| Saison    | Équipe    | Matchs | Titul. | Min./m | % Tir | % 3pts | % LF | Rbds/m. | Pass/m. | Int/m. | Ctr/m. | Pts/m. |
| --------- | --------- | ------ | ------ | ------ | ----- | ------ | ---- | ------- | ------- | ------ | ------ | ------ |
| 2021-2022 | Cleveland | 69     | 69     | 33,8   | 50,8  | 25,0   | 66,3 | 8,26    | 2,52    | 0,81   | 1,67   | 14,99  |
| 2022-2023 | Cleveland | 79     | 79     | 34,4   | 55,4  | 21,6   | 67,4 | 9,00    | 2,84    | 0,76   | 1,51   | 16,16  |
| 2023-2024 | Cleveland | 50     | 50     | 30,6   | 58,0  | 37,3   | 71,9 | 9,36    | 3,20    | 0,90   | 1,44   | 15,70  |
| 2024-2025 | Cleveland | 71     | 71     | 30,5   | 55,7  | 37,0   | 72,5 | 9,28    | 3,18    | 0,86   | 1,59   | 18,54  |
| Carrière  | Carrière  | 269    | 269    | 32,5   | 54,8  | 31,5   | 69,4 | 8,95    | 2,91    | 0,83   | 1,56   | 16,40  |

#### Playoffs
| Saison   | Équipe    | Matchs | Titul. | Min./m | % Tir | % 3pts | % LF | Rbds/m. | Pass/m. | Int/m. | Ctr/m. | Pts/m. |
| -------- | --------- | ------ | ------ | ------ | ----- | ------ | ---- | ------- | ------- | ------ | ------ | ------ |
| 2023     | Cleveland | 5      | 5      | 37,5   | 45,8  | 0,0    | 62,5 | 10,00   | 2,00    | 0,60   | 1,20   | 9,80   |
| 2024     | Cleveland | 12     | 12     | 35,2   | 55,5  | 27,8   | 69,4 | 9,25    | 2,33    | 0,83   | 2,17   | 16,00  |
| 2025     | Cleveland | 8      | 8      | 32,1   | 58,6  | 45,2   | 84,0 | 8,10    | 1,60    | 1,10   | 1,00   | 17,10  |
| Carrière | Carrière  | 25     | 25     | 34,6   | 54,8  | 38,0   | 73,9 | 9,00    | 2,00    | 0,90   | 1,60   | 15,10  |

## Records personnels

### Sur une rencontre
Les records personnels d’Evan Mobley en NBA sont les suivants, :
| Type de statistique        | Saison régulière | Saison régulière           | Saison régulière | Playoffs | Playoffs              | Playoffs      |
| Type de statistique        | Record           | Adversaire                 | Date             | Record   | Adversaire            | Date          |
| -------------------------- | ---------------- | -------------------------- | ---------------- | -------- | --------------------- | ------------- |
| Points                     | 41               | @ Hornets de Charlotte     | 7 décembre 2024  | 33       | @ Celtics de Boston   | 15 mai 2024   |
| Paniers marqués            | 19               | Bucks de Milwaukee         | 21 janvier 2023  | 15       | @ Celtics de Boston   | 15 mai 2024   |
| Paniers tentés             | 27               | Bucks de Milwaukee         | 21 janvier 2023  | 24       | @ Celtics de Boston   | 15 mai 2024   |
| Paniers à 3 points réussis | 6                | @ Hornets de Charlotte     | 7 décembre 2024  | 3        | Heat de Miami         | 23 avril 2025 |
| Paniers à 3 points tentés  | 8                | @ Hornets de Charlotte     | 7 décembre 2024  | 6        | Heat de Miami         | 23 avril 2025 |
| Lancers francs réussis     | 9                | 2 fois                     | 2 fois           | 7        | Pacers de l'Indiana   | 13 mai 2025   |
| Lancers francs tentés      | 14               | @ Knicks de New York       | 11 avril 2025    | 9        | 2 fois                | 2 fois        |
| Rebonds offensifs          | 8                | @ Warriors de Golden State | 11 novembre 2022 | 5        | 5 fois                | 5 fois        |
| Rebonds défensifs          | 14               | Hawks d'Atlanta            | 28 novembre 2023 | 11       | 2 fois                | 2 fois        |
| Rebonds totaux             | 19               | Hawks d'Atlanta            | 28 novembre 2023 | 16       | Magic d'Orlando       | 5 mai 2024    |
| Passes décisives           | 8                | @ Hornets de Charlotte     | 25 mars 2024     | 5        | @ Celtics de Boston   | 9 mai 2024    |
| Interceptions              | 5                | @ Pacers de l'Indiana      | 8 mars 2022      | 3        | @ Pacers de l'Indiana | 9 mai 2025    |
| Contres                    | 8                | @ Pistons de Detroit       | 4 novembre 2022  | 5        | 2 fois                | 2 fois        |
| Balles perdues             | 6                | @ Grizzlies de Memphis     | 18 janvier 2023  | 6        | Magic d'Orlando       | 5 mai 2024    |
| Minutes jouées             | 45               | Hornets de Charlotte       | 18 novembre 2022 | 43       | @ Celtics de Boston   | 15 mai 2024   |

- Double-double : 114 (dont 10 en playoffs)
- Triple-double : 0

Dernière mise à jour : 15 mai 2025

## Vie personnelle
Son frère Isaiah Mobley a joué dans la même équipe universitaire qu'Evan, aux Trojans de l'USC puis il le rejoint en 2022 au Cleveland Cavaliers.